# Synodontis macrostigma
Synodontis macrostigma hay còn gọi với tên là largespot squeaker, là tên của một loài cá da trơn bơi lộn ngược và là loài đặc hữu của Angola, Botswana, Namibia, Nam Phi và Zambia, tại đó, chúng xuất hiện ở hệ thống sông Cunene, sông Okavango, sông Kafue, cuối cùng là vùng thượng nguồn sông Zambezi. Vào năm 1911, nhà động vật học người Bỉ gốc Anh George Albert Boulenger dựa trên mẫu vật mà R. B. Woosnam. thu thập được ở sông Okovango, Botswana. Tên loài macrostigma bao gồm hai từ Hy Lạp makros nghĩa là "lớn" và stigma nghĩa là "đốm". Ý chỉ những cái đốm lớn ở hai bên trên cơ thể.

## Mô tả
Tương tự như nhiều loài trong chi Synodontis, S. caudalis xương đỉnh đầu của chúng kéo dài ra phía sau đến tia vây đầu tiên của vây lưng thì dừng lại. Hai bên đầu chúng mọc ra hai cái xương hẹp, cứng, nhám, chiều dài thì hơn chiều rộng, hình tam giác. Nhờ bộ phận này mà các nhà nghiên cứu có thể nhận dạng được loài cá này.
Chúng có 3 cặp râu. Một cặp ở hàm trên thì dài, không phân nhánh, có thể có màng ở nối với cơ thể ở gốc, khi mở rộng thì có chiều dài khoảng 4⁄5 chiều dài của đầu. Còn hai cặp ở dưới thì có độ dài không bằng nhau. Cặp ngoài cùng thì thì dài hơn cặp trong cùng gấp hai lần và cả hai đều phân nhánh.
Tia vây đầu tiên của vây lưng và vây ngực thì cứng và có đỉnh nhọn. Ở phần lưng thì hơi cong, dài bằng chiều dài của đầu, phía trước thì mềm hoặc có răng cưa rất ít và phía sau thì nhiều răng cưa hơn. Còn ở phần ngực thì ngắn hơn ở vây lưng và có răng cưa ở 2 bên. Vây hậu môn thì có 4 tia vây không nhánh và 8 tia vây phân nhánh, đỉnh thì cùn. Vây đuôi thì chia ra làm 2 rất rõ ràng.
Ở hàm trên thì răng của chúng có hình cái đục, còn ở hàm dưới thì có hình chữ S (hay hình cái móc). Số lượng răng ở hàm dưới thường được dùng để phân biệt các loài, ở Synodontis caudovittatus thì hàm dưới có từ 20 đến 26 cái răng.
Cơ thể của loài cá này có màu xám, đầu và lưng có màu nâu ở mặt trên và mặt dưới thì có màu nhạt hơn. Lưng và hai bên mặt thì có những đốm tròn hoặc hình ô-van hơi đen. Còn ở trên vây và đầu thì có những đốm cùng màu nhưng nhỏ hơn.
Chiều dài của chúng khi trưởng thành có thể lên đến 17.1 cm (6.7 in). Nhìn chung thì cá thể giống cái thì to hơn giống đực dù cùng lứa tuổi với nhau.

## Môi trường sống và tập tính
Trong tự nhiên, loài cá này có thể được tìm thấy ở hệ thống sông Okavango, thượng nguồn lưu vực sông Zambezi.
Hành vi sinh sản của các loài trong chi Synodontis hầu như vẫn chưa rõ, ngoại trừ việc đếm được số lượng trứng từ các cá thể cái. Mùa sinh sản thì có lẽ diễn ra vào mùa lũ từ tháng 7 đến tháng 10, rồi chúng bắt cặp và bơi cùng nhau đến hết mùa sinh sản. Tốc độ phát triển của chúng tăng nhanh vào năm đầu tiên rồi giảm dần theo từng năm.